# LitRPG
LitRPG, abreviatura de juego de rol literario (del inglés, RPG Role Playing Game), es un género literario que combina las convenciones de los juegos de rol de computadora con novelas de ciencia ficción y fantasía. El término se introdujo en 2013. En LitRPG, los juegos o desafíos son similares a los juegos de rol y forman parte esencial de la historia. Las estadísticas de los juegos de rol (por ejemplo, los atributos: fuerza, inteligencia, daño, etc.) son una parte importante de la experiencia lectora. Esto distingue al género de las novelas que se relacionan con un juego, como las ambientadas en el mundo de Dungeons and Dragons, libros que son juegos reales, como el tipo de publicación Fighting Fantasy de elige tu propio camino o juegos que describen literalmente sus mundos como los MUD y la ficción interactiva. En líneas generales, el personaje principal de una novela de LitRPG interactúa conscientemente con el juego y su mundo e intenta progresar dentro de él.

## Historia
El tropo literario de introducirse dentro de un juego de computadora no es nuevo. Quag Keep (1978) de Andre Norton entra en el mundo de los personajes de un juego de D&D. Dream Park (1981) de Larry Niven y Steven Barnes tiene un escenario de juegos tipo LARP como una especie de reality show en el futuro (2051). Con el auge de los MMORPG en la década de 1990, surgieron novelas de ciencia ficción que utilizaban mundos de juegos virtuales para sus tramas. Los primeros ejemplos son Killobyte de Piers Anthony de 1993, la tetralogía Otherland de Tad Williams de 1996-2004, Epic de 2004 de Conor Kostick y Halting State de 2007 de Charles Stross . En Taiwán, apareció la primera de las nueve novelas ½ Prince (½ 王子 Èrfēnzhīyī Wángzǐ) de Yu Wo, publicada en octubre de 2004 por Ming Significant Cultural. En Japón, el género ha llegado a la corriente principal con el lanzamiento del fenómeno mediático .hack//Sign en 2002 y Sword Art Online en 2009. También cabe destacar la serie Korean Legendary Moonlight Sculptor con más de 50 volúmenes.
Las novelas anteriormente citadas y otras muchas, fueron precursoras de una forma de novela más repleta de estadísticas, lo que se conoce como LitRPG. Fue una iniciativa editorial rusa la que identificó el género y le dio el nombre. La primera novela rusa de este estilo apareció en 2012 en el sitio web ruso de autoedición samizdat.ru, con la novela Господство клана Неспящих (Dominación del clan: Los insomnes ) de Dem Mikhailov y está ambientada en el mundo ficticio de espada y brujería de Valdira. La novela fue impresa por Leningrad Publishers y traducida al inglés como The Way of the Clan como libro electrónico Kindle en 2015. En 2013, EKSMO, la principal editorial de Rusia, inició su proyecto de varios autores titulado LitRPG . Según Magic Dome Books, un importante traductor ruso de LitRPG, el término «LitRPG» se acuñó a finales de 2013 durante una sesión de intercambio de ideas entre el escritor Vasily Mahanenko, el editor de ciencia ficción de EKSMO, Dmitry Malkin, y el editor y autor de la serie LitRPG. Desde 2014, EKSMO organiza concursos de LitRPG y publica las historias ganadoras.

## GameLit
En este sentido, muchos de los escritores posteriores a 2014 insisten en que la descripción progresiva de un personaje en el juego debe ser parte de la definición de LitRPG, lo que llevó a la aparición del término GameLit para abarcar historias ambientadas en un universo de juego, pero que no encarnan necesariamente niveles de poder ni aumento de habilidades. Algunos de los primeros ejemplos son Jumanji de 1981 de Chris Van Allsburg, que es un libro para niños sobre un juego de mesa mágico. y la serie Guardians of the Flame (1983-2004) de Joel Rosenberg donde un grupo de estudiantes universitarios son transportados mágicamente a un juego de rol de fantasía.
La novela Ready Player One de Ernest Cline, publicada en 2011, describe un mundo de realidad virtual llamado OASIS repleto de referencias a juegos arcade situados entre las décadas 1980 y 1990. La novela se convirtió en un ejemplo de este nuevo género. Otros ejemplos incluyen la novela Warcross de Marie Lu de 2017, que trata sobre un cazarrecompensas en línea en un juego de Internet, y el libro Escapist Dream de Louis Bulaong de 2020, que cuenta la historia de un mundo de realidad virtual donde los geeks pueden interpretar y usar los poderes de sus personajes favoritos de cómics, anime, películas y videojuegos.

## Ejemplos
Idioma en Inglés:
- Arcane Ascension (2017–) de Andrew Rowe[17]
- Awaken Online (2016–) de Travis Bagwell[18][19]
- Critical Failures: Caverns and Creatures (2012–) de Robert Bevan[20]
- The Dark Lord Bert (2019–) de Chris Fox[21]
- The Divine Dungeon (2016-2019) de Dakota Krout[17]
- Dungeon Crawler Carl (2020-) de Matt Dinniman[22]
- The Feedback Loop (2015-2018) de Harmon Cooper[23]
- Game of Gods (2019–) de Joshua Kern[24]
- The infinite World (2020-) de JT Wright[25]
- He Who Fights With Monsters (2021–) de Shirtaloon
- Red Mage (2018–) de Xander Boyce[26]
- The Wandering Inn (2016–) de pirateaba[27]
- Worth the Candle (2017-2021) de Alexander Wales[28]
- The Primal Hunter (2020–) de Zogarth[29]